# Howard Parsons
Howard L. Parsons (ur. 1918  – zm. 28 grudnia 2000) – amerykański filozof marksistowski, profesor na wydziale filozofii uniwersytetu w Bridgeport.
Główne pole zainteresowań naukowych Parsonsa stanowiła etyka oraz studia komparatystyczne myśli marksistowskiej powstającej w państwach Zachodu i państwach tzw. "demokracji ludowych". Współzałożyciel w 1962, razem z Johnem Somervillem, i wiceprezydent "Society for the Philosophical Study of Marxism" ("Towarzystwa na rzecz Filozoficznych Studiów nad Marksizmem").

## Najważniejsze prace
- Ethics in the Soviet Union Today (1967);
- The young Marx and the young generation (1968);
- Humanism and Marx's Thought (1971);
- Dialogues on the Philosophy of Marxism (1974);
- Man East and West: Essays in East-West Philosophy (1975);
- Marxism, Revolution, and Peace. From the Proceedings of the Society for the Philosophical Study of Dialectical Materialism (1977);
- Marx and Engels on Ecology(1977);
- Self, Global Issues, and Ethics (1980);
- Christianity Today in the U. S. S. R. (1987);
- Diverse Perspectives on Marxist Philosophy: East and West (1995).